# 小行星1613
小行星1613（1613 Smiley）是一颗围绕太阳公转的小行星。1950年9月16日，西維恩·阿蘭德在于克勒发现了此天体。
該小行星以美國天文學家查爾斯·休·史密利命名。
这颗小行星的绝对星等为127.2318101902015等。